# Bośnia i Hercegowina na Letniej Uniwersjadzie 2007
Bośnię i Hercegowinę na Letniej Uniwersjadzie w Bangkoku reprezentował 1 zawodnik. Był nim Amel Mekic w judo w kategorii Open. Zajął on piąte miejsce.

## Kadra

### Judo
- Amel Mekic

kategoria open, 5. miejsce